# The Face Thailand (mùa 5)
The Face Thailand, Mùa 5 là một cuộc tìm kiếm người mẫu và diễn viên nổi tiếng nhất. Trong mùa này, các thí sinh nam và nữ thi đấu với nhau, như Mùa 4 All Star
Vào ngày 15 tháng 2 năm 2019, đã có một cuộc họp báo để chính thức ra mắt chương trình tại The Market Bangkok, sàn M, nơi đã ra mắt Mentor mới của mùa này, bao gồm cả Toni Rakkaen, Maria Poonlertlarp, Virahya Pattarachokchai, Bank Saengnimnuan như là mentor của chương trình. Chương trình dự kiến phát sóng đầu tiên vào ngày 23 tháng 2 cùng năm.
Trong mùa này, mỗi đội sẽ có một cuộc thi để cả nam và nữ thi đấu cùng nhau, và trong Tập 2, chương trình đã ra mắt Araya Indra, Polpat Asavaprapha và Sabina Meisinger, cả 3 Người sẽ trở thành Người cố vấn đặc biệt trong mùa này, để chăm sóc và tư vấn cho các thí sinh
Quán quân nhận được những giải thưởng sau:
- Ký hợp đồng diễn xuất và góp mặt trong những bộ phim của nhà sản xuất Kantana Group
- Xuất hiện trên trang bìa và trang biên tập cho tạp chí Harper's Bazaar
- Trở thành gương mặt đại diện cho TRESemmé
- Trở thành đại sứ thương hiệu của BMN Thailand và LAMP Health & Beauty
- 1 chuyến đi tới Paris để tham gia Paris Fashion Week được tài trợ bởi Harper's Bazaar
- 1 chiếc xe Scomadi TG 125it trị giá 150.000 THB
- Giải thưởng tiền mặt trị giá 5.000.000 THB

Quán quân mùa 5 là Candy Tansiri đến từ đội của huấn luyện viên Maria Poonlerlarp

## Thông tin chung

### Luật chơi
Tập 2, các huấn luyện sẽ tranh giành thí sinh về đội. Chỉ riêng tập 3, mỗi đội có 2 thí sinh vào phòng loại. Tập 4, trở đi, sẽ có 1 thí sinh của mỗi đội và thí sinh làm tệ nhất ở phần master class vào phòng loại.

### Ban giám khảo
- Toni Rakkaen (Mentor): Diễn viên, người mẫu
- Maria Poonlertlarp (Mentor): Người mẫu, ca sĩ, Hoa hậu Hoàn vũ Thái Lan 2017
- Gina Pattarachokchai (Mentor): Diễn viên, người mẫu, quán quân của The Face All-stars
- Bank Saengnimnuan (Mentor): Người mẫu, top 15 của The Face Men Thailand

## Danh sách thí sinh
(Tính theo độ tuổi khi còn đang dự thi) 
| Thí sinh | Thí sinh                     | Biệt danh | Tuổi | Chiều cao              | Quê nhà              | Huấn luyện viên | Thầy cố vấn | Hoàn thành | Hạng  |
| -------- | ---------------------------- | --------- | ---- | ---------------------- | -------------------- | --------------- | ----------- | ---------- | ----- |
|          | Bill Gielsager Sida          | Bill      | 23   | 1,87 m (6 ft 1+1⁄2 in) | Copenhagen, Đan Mạch | Maria           | Sabina      | Tập 3      | 18-16 |
|          | Emmy Kym Sawyer              | Emmy      | 17   | 1,73 m (5 ft 8 in)     | Chiang Mai           | Maria           | Sabina      | Tập 3      | 18-16 |
|          | Liam Samuels                 | Liam      | 21   | 1,88 m (6 ft 2 in)     | Chiang Mai           | Gina/Bank       | Art         | Tập 3      | 18-16 |
|          | Kanyarat Kattiya             | Mimi      | 22   | 1,73 m (5 ft 8 in)     | -                    | Gina/Bank       | Art         | Tập 4      | 15    |
|          | Pattirose Elizabeth Samuels  | Posie     | 23   | 1,74 m (5 ft 8+1⁄2 in) | Chiang Mai           | Maria           | Sabina      | Tập 5      | 14    |
|          | Patipan Khamwachirapitak     | Tan       | 21   | 1,87 m (6 ft 1+1⁄2 in) | Băng Cốc             | Maria           | Sabina      | Tập 6      | 13    |
|          | Nathas Tunjaroen             | Top       | 24   | 1,85 m (6 ft 1 in)     | -                    | Toni            | Moo         | Tập 7      | 12-11 |
|          | Matthew Christopher May      | Matthew   | 20   | 1,84 m (6 ft 1⁄2 in)   | Phuket               | Toni            | Moo         | Tập 7      | 12-11 |
|          | Panupat Sutthirak            | Dream     | 22   | 1,83 m (6 ft 0 in)     | -                    | Maria           | Sabina      | Tập 8      | 10    |
|          | Anastensia Okoye             | Sia       | 16   | 1,76 m (5 ft 9+1⁄2 in) | Băng Cốc             | Toni            | Moo         | Tập 9      | 9     |
|          | Marcos Alexandre, Jr.        | Marcos    | 23   | 1,88 m (6 ft 2 in)     | Brazil               | Toni/Maria      | Moo/Sabina  | Tập 11     | 8     |
|          | Nicha Lertpitaksinchai       | Eve       | 27   | 1,74 m (5 ft 8+1⁄2 in) | Băng Cốc             | Toni            | Moo         | Tập 12     | 7-5   |
|          | Gregoire de Bodt             | Greg      | 21   | 1,80 m (5 ft 11 in)    | Băng Cốc             | Gina-Bank       | Art         | Tập 12     | 7-5   |
|          | Sujeeporn Siangwong          | Minnie    | 22   | 1,73 m (5 ft 8 in)     | Băng Cốc             | Toni            | Moo         | Tập 12     | 7-5   |
|          | I-rasa Tantawan              | Montra    | 25   | 1,73 m (5 ft 8 in)     | Băng Cốc             | Gina-Bank/Toni  | Art/Moo     | Tập 13     | 4     |
|          | Chutimon Prasarnwan          | Chompooh  | 23   | 1,71 m (5 ft 7+1⁄2 in) | Phuket               | Gina-Bank       | Art         | Tập 13     | 3-2   |
|          | Nathanan Akkarakijwattanakul | Zorzo     | 24   | 1,74 m (5 ft 8+1⁄2 in) | Samut Prakan         | Gina-Bank       | Art         | Tập 13     | 3-2   |
|          | Kulchaya Tansiri             | Candy     | 23   | 1,78 m (5 ft 10 in)    | Yala                 | Maria           | Sabina      | Tập 13     | 1     |

## Mỗi tập

### Tập 1: Vòng tuyển chọn
Khởi chiếu: 23 tháng 2, 2019
Host Antonie dẫn dắt các thí sinh đến gặp gỡ 4 mentors: Miria Poonlertlarp, Toni Rakkaen, Gina Pattarachokchai – Bank Sangnimnuan, những người có quyền lựa chọn những người mẫu tiếp tục với cuộc thi và để trở thành một gương mặt đại diện "The Face Thailand". Sau đó, họ được phép chuẩn bị cho phần thi catwalk đầu tiên, với chủ đề FACESHOT RUNWAY, với một gương mặt hoàn toàn gỡ bỏ những lớp trang điểm. Những thí sinh đươc chọn khi có trên 2 sự đồng ý. Cuối tập 1, các huấn luyện viên quyết định chọn lại vài thí sinh đã bị loại ở phần thi trước tiếp tục cuộc thi và loại bỏ những thí sinh không đạt yêu cầu. Sau đó, đến phần thi diễn xuất theo nhóm ở tập 2.

### Tập 2: Khả năng diễn xuất & vòng chọn đội - Top 18
Khởi chiếu: 9 tháng 3, 2019
Mở đầu diễn biến tiếp theo của vòng tuyển sinh, chương trình chào đón 3 khách mời là: Moo, Sabina và Art, với vai trò là cố vấn, tương tự như vai trò của Lukkade Metinee ở The Face Men mùa thứ hai. Họ sẽ hỗ trợ các huấn luyện viên trong xuyên suốt quá trình thử thách của chương trình.
| Thầy cố vấn | Huấn luyện viên |
| ----------- | --------------- |
| Sabina      | Miria           |
| Moo         | Toni            |
| Art         | Gina-Bank       |

- Đội Miria: Bill, Dream, Tan, Candy, Posie, Emmy.
- Đội Toni: Marcos, Top, Matthew, Eve, Minnie, Sia.
- Đội Gina-Bank: Greg, Liam, Montra, Zorzo, Chompooh, Mimi.
- Nhiếp ảnh gia: Punsiri Siriwetchapul

### Tập 3: Campaign catwalk TREseme - Top 14
Khởi chiếu: 16 tháng 3 năm 2019
- Đội chiến thắng: Đội Toni
- Top nguy hiểm: Bill, Emmy, Montra, Liam
- Thí sinh bị loại: Tất cả

### Tập 4: Campaign TVC slow motion "Join The Squad" Top 13
Khởi chiếu: 23 tháng 3 năm 2019
- Đội chiến thắng: Đội Maria
- Top nguy hiểm: Mimi & Top
- Thí sinh bị loại: Mini

### Tập 5: Campaign photoshoot "Pre-wedding"- Top 12
Khởi chiếu: 30 tháng 3 năm 2019
- Đội chiến thắng: Đội Gina-Bank
- Top nguy hiểm: Top & Posie
- Thí sinh bị loại: Posie

### Tập 6: Campaign TVC "CHR car" - Top 11
Khởi chiếu: 6 tháng 4 năm 2019
- Đội chiến thắng: Đội Gina-Bank
- Top nguy hiểm: Top,Tan & Dreg
- Thí sinh bị loại: Tan

### Tập 7: Campaign TVC "LAMP skincare"- Top 7
Khởi chiếu: 13 tháng 4 năm 2019
- Đội chiến thắng: Đội Maria
- Top nguy hiểm: Chompooh, Marcos, Matthew, Top
- Thí sinh bị loại: Tất cả

### Tập 8: Campaign TVC " Huawei mobile phone"- Top 9
Khởi chiếu: 20 tháng 4 năm 2019
- Đội chiến thắng: Đội Gina-Bank
- Top nguy hiểm: Candy, Eve, Dream
- Thí sinh bị loại: Dream
- Thí sinh được cứu: Montra, Marcos, Chompooh

### Tập 9: Campaign TVC " VISION eyecare" - Top 8
Khởi chiếu: 27 tháng 4 năm 2019
- Đội chiến thắng: Đội Gina-Bank
- Top nguy hiểm: Candy & Sia
- Thí sinh bị loại: Sia

### Tập 10: Campaign MV Comfort - Top 8
Khởi chiếu: 4 tháng 5 năm 2019
- Đội chiến thắng: Đội Toni
- Top nguy hiểm: Dreg & Marcos
- Thí sinh bị loại: không loại

### Tập 11: Campaign TVC TREseme- Top 7
Khởi chiếu: 11 tháng 5 năm 2019
- Đội chiến thắng: Đội Gina-Bank
- Top nguy hiểm: Eve & Marcos
- Thí sinh bị loại: Marcos

### Tập 12: Campaign catwalk - Top 4
Khởi chiếu: 18 tháng 5 năm 2019
- Đội chiến thắng: Đội Gina-Bank
- Thí sinh thắng thử thách chính: Chompooh
- Thí sinh được chọ bởi 4 huấn luyện viên: Zorzo, Montra, Candy
- Thí sinh bị loại: Dreg, Eve, Minnie

### Tập 13: Final walk
Khởi chiếu: 25 tháng 5 năm 2019
- Đội chiến thắng: Đội Maria
- Thí sinh bị loại: Montra
- Quán quân: Candy
- Á quân: Chompooh, Zorzo

## Bảng loại trừ
| Thí sinh              | Tập  | Tập     | Tập            | Tập        | Tập       | Tập          | Tập       | Tập                   | Tập       | Tập       | Tập       | Tập       | Tập       |  |
| Thí sinh              | 2    | 3       | 4              | 5          | 6         | 7            | 8         | 9                     | 10        | 11        | 12        | 13        | 13        |  |
| --------------------- | ---- | ------- | -------------- | ---------- | --------- | ------------ | --------- | --------------------- | --------- | --------- | --------- | --------- | --------- |  |
| Chiến thắng thử thách | Greg |         | Candy & Marcos | Eve & Greg | Marcos    | Candy & Greg | Zorzo     | Marcos, Montra & Greg | Marcos    | Montra    | Chompooh  |           |           |  |
| Candy                 | Qua  | An toàn | Thắng          | An toàn    | An toàn   | Thắng        | Nguy hiểm | Nguy hiểm             | An toàn   | An toàn   | An toàn   | Nguy hiểm | Quán quân |  |
| Zorzo                 | Qua  | An toàn | An toàn        | Thắng      | Thắng     | An toàn      | Thắng     | Thắng                 | An toàn   | Thắng     | Nguy hiểm | Thắng     | Á quân    |  |
| Chompooh              | Qua  | An toàn | An toàn        | Thắng      | Thắng     | Loại         | Trở lại   | Thắng                 | An toàn   | Thắng     | Thắng     | Nguy hiểm | Á quân    |  |
| Montra                | Qua  | Loại    |                |            |           |              | Trở lại   | An toàn               | Thắng     | An toàn   | Nguy hiểm | Loại      |           |  |
| Greg                  | Qua  | An toàn | An toàn        | Thắng      | Nguy hiểm | An toàn      | Thắng     | Thắng                 | Nguy hiểm | Thắng     | Loại      |           |           |  |
| Eve                   | Qua  | Thắng   | An toàn        | An toàn    | An toàn   | An toàn      | Nguy hiểm | An toàn               | Thắng     | Nguy hiểm | Loại      |           |           |  |
| Minnie                | Qua  | Thắng   | An toàn        | An toàn    | An toàn   | An toàn      | An toàn   | An toàn               | Thắng     | An toàn   | Loại      |           |           |  |
| Marcos                | Qua  | Thắng   | An toàn        | An toàn    | An toàn   | Loại         | Trở lại   | An toàn               | Nguy hiểm | Loại      |           |           |           |  |
| Sia                   | Qua  | Thắng   | An toàn        | An toàn    | An toàn   | An toàn      | An toàn   | Loại                  |           |           |           |           |           |  |
| Dream                 | Qua  | An toàn | Thắng          | An toàn    | An toàn   | Thắng        | Loại      |                       |           |           |           |           |           |  |
| Matthew               | Qua  | Thắng   | An toàn        | An toàn    | An toàn   | Loại         |           |                       |           |           |           |           |           |  |
| Top                   | Qua  | Thắng   | Nguy hiểm      | Nguy hiểm  | Nguy hiểm | Loại         |           |                       |           |           |           |           |           |  |
| Tan                   | Qua  | An toàn | Thắng          | An toàn    | Loại      |              |           |                       |           |           |           |           |           |  |
| Posie                 | Qua  | An toàn | Thắng          | Loại       |           |              |           |                       |           |           |           |           |           |  |
| Mimi                  | Qua  | An toàn | Loại           |            |           |              |           |                       |           |           |           |           |           |  |
| Liam                  | Qua  | Loại    |                |            |           |              |           |                       |           |           |           |           |           |  |
| Bill                  | Qua  | Loại    |                |            |           |              |           |                       |           |           |           |           |           |  |
| Emmy                  | Qua  | Loại    |                |            |           |              |           |                       |           |           |           |           |           |  |

- Chú thích:

     Thí sinh chiến thắng
     Thí sinh về nhì
     Thí sinh chiến thắng thử thách theo nhóm
     Thí sinh chiến thắng thử thách cá nhân và miễn loại
     Thí sinh lọt vào Top nguy hiểm
     Thí sinh bị loại
     Thí sinh thất bại thử thách cá nhân nhưng chiến thắng thử thách theo nhóm và lọt vào Top nguy hiểm
     Thí sinh thất bại thử thách cá nhân và bị loại
     Thí sinh được cứu, trở lại cuộc thi
Team Maria
Team Toni
Team Gina-Bank

### Thử thách mỗi tuần
- Tập 1: Catwalk với mặt mộc theo chủ đề "Faceshot Runway" (Casting)
- Tập 2: Diễn xuất và xử lý tình huống theo nhóm(Casting)
- Tập 3: Catwalk cho TReseme
- Tập 4: Quay TVC slow motion chủ đề "Join The Squad"
- Tập 5: Chụp hình với chủ đề " Pre-wedding "
- Tập 6: Quay TVC cho xe hơi CHR
- Tập 7: Quay TVC cho sản phẩm chăm sóc da "LAMP"
- Tập 8: Quay TVC cho điện thoại " Huawei"
- Tập 9: Quay TVC cho sản phẩm chăm sóc mắt " VISION"
- Tập 10: Quay MV cho "Comfort"
- Tập 11: Quay TVC cho TREseme
- Tập 12: Catwalk ở biệt thự với 3 chủ đề: đi biển, dạ hội, dạo phố.
- Tập 13: Diễn xuất phim kinh dị và Final walk